# Первое правительство Януковича
В статье даются сведения о составе Кабинета Министров Украины под председательством Виктора Януковича, действовавшего в ноябре 2002 года — феврале 2005 года.
В соответствии со статьей 114 Конституции Украины в редакции от 28 июня 1996 года в состав Кабинета Министров Украины входили: Премьер-министр Украины, Первый вице-премьер-министр, три вице-премьер-министра, министры.

## Состав Кабинета Министров
После даты назначения или освобождения от должности членов Кабинета Министров стоит номер соответствующего Указа Президента Украины.
Члены правительства расположены в списке в хронологическом порядке по дате их назначения.
- Янукович Виктор Федорович — Премьер-министр Украины (21 ноября 2002 г., № 1051/2002 — 5 января 2005 г., № 8/2005)
- Табачник Дмитрий Владимирович — Вице-премьер-министр Украины (26 ноября 2002 г., № 1066/2002 — 3 февраля 2005 г., № 126/2005)
- Азаров Николай Янович — Первый вице-премьер-министр Украины, Министр финансов Украины (26 ноября 2002 г., № 1068/2002 — 3 февраля 2005 г., № 125/2005)
- Кириленко Иван Григорьевич — Вице-премьер-министр Украины (26 ноября 2002 г., № 1070/2002 — 3 февраля 2005 г., № 127/2005)
- Гайдук Виталий Анатольевич — Вице-премьер-министр Украины (26 ноября 2002 г., № 1072/2002 — 5 декабря 2003 г., № 1406/2003)
- Шевчук Василий Яковлевич — Министр экологии и природных ресурсов Украины (30 ноября 2002 г., № 1080/2002 — 6 июня 2003 г., № 485/2003)
- Кремень Василий Григорьевич — Министр образования и науки Украины (30 ноября 2002 г., № 1082/2002 — 3 февраля 2005 г., № 134/2005)
- Рыжук Сергей Николаевич — Министр аграрной политики Украины (30 ноября 2002 г., № 1084/2002 — 11 января 2004 г., № 14/2004)
- Хорошковский Валерий Иванович — Министр экономики и по вопросам европейской интеграции Украины (30 ноября 2002 г., № 1086/2002 — 11 января 2004 г., № 15/2004)
- Рева Григорий Васильевич — Министр Украины по вопросам чрезвычайных ситуаций и по делам защиты населения от последствий Чернобыльской катастрофы (30 ноября 2002 г., № 1088/2002 — 20 июля 2004 г., № 821/2004), Министр Украины по вопросам чрезвычайных ситуаций (20 июля 2004 г., № 822/2004 — 3 февраля 2005 г., № 140/2005)
- Папиев Михаил Николаевич — Министр труда и социальной политики Украины (30 ноября 2002 г., № 1090/2002 — 3 февраля 2005 г., № 138/2005)
- Мялица Анатолий Константинович — Министр промышленной политики Украины (30 ноября 2002 г., № 1092/2002 — 11 января 2004 г., № 16/2004)
- Богуцкий Юрий Петрович — Министр культуры и искусств Украины (30 ноября 2002 г., № 1094/2002 — 3 февраля 2005 г., № 132/2005)
- Кирпа Георгий Николаевич — Министр транспорта Украины (30 ноября 2002 г., № 1096/2002 — покончил самоубийством 27 декабря 2004 г.)
- Смирнов Юрий Александрович — Министр внутренних дел Украины (30 ноября 2002 г., № 1098/2002 — 27 августа 2003 г., № 909/2003)
- Лавринович Александр Владимирович — Министр юстиции Украины (30 ноября 2002 г., № 1100/2002 — 3 февраля 2005 г., № 142/2005)
- Шкидченко Владимир Петрович — Министр обороны Украины (30 ноября 2002 г., № 1102/2002 — 25 июня 2003 г., № 549/2003)
- Зленко Анатолий Максимович — Министр иностранных дел Украины (30 ноября 2002 г., № 1104/2002 — 2 сентября 2003 г., № 954/2003)
- Ермилов Сергей Фёдорович — Министр топлива и энергетики Украины (30 ноября 2002 г., № 1105/2002 — 5 марта 2004 г., № 274/2004)
- Пидаев Андрей Владимирович — Министр здравоохранения Украины (30 ноября 2002 г., № 1107/2002 — 3 февраля 2005 г., № 135/2005)
- Ткаленко Иван Иванович — Министр Украины по связям с Верховной Радой Украины (7 апреля 2003 г., № 308/2003 — 3 февраля 2005 г., № 128/2005)
- Яцуба Владимир Григорьевич — Министр Кабинета Министров Украины (3 июня 2003 г., № 466/2003 — 29 июля 2003 г., № 756/2003)
- Марчук Евгений Кириллович — Министр обороны Украины (25 июня 2003 г., № 550/2003 — 23 сентября 2004 г., № 1114/2004)
- Поляков Сергей Васильевич — Министр экологии Украины (15 июля 2003 г., № 656/2003 — 30 сентября 2003 г., № 1123/2003), Министр охраны окружающей природной среды Украины (30 сентября 2003 г., № 1124/2003 — 3 февраля 2005 г., № 136/2005)
- Толстоухов Анатолий Владимирович — Министр Кабинета Министров Украины (31 июля 2003 г., № 775/2003 — 29 января 2005 г., № 118/2005)
- Билоконь Николай Васильевич — Министр внутренних дел Украины (27 августа 2003 г., № 910/2003 — 3 февраля 2005 г., № 129/2005)
- Грищенко Константин Иванович — Министр иностранных дел Украины (2 сентября 2003 г., № 956/2003 — 3 февраля 2005 г., № 131/2005)
- Клюев Андрей Петрович — Вице-премьер-министр Украины (10 декабря 2003 г., № 1422/2003 — 29 декабря 2004 г., № 1565/2004)
- Слаута Виктор Андреевич — Министр аграрной политики Украины (11 января 2004 г., № 17/2004 — 17 декабря 2004 г., № 1491/2004)
- Деркач Николай Иванович — Министр экономики и по вопросам европейской интеграции Украины (11 января 2004 г., № 19/2004 — 3 февраля 2005 г., № 130/2005)
- Неустроев Александр Леонидович — Министр промышленной политики Украины (11 января 2004 г., № 20/2004 — 3 февраля 2005 г., № 139/2005)
- Довженко Валентина Ивановна — Министр Украины по делам семьи, детей и молодежи (6 февраля 2004 г., № 168/2004 — 3 февраля 2005 г., № 141/2005)
- Тулуб Сергей Борисович — Министр топлива и энергетики Украины — президент Национальной атомной энергогенерирующей компании «Энергоатом» (13 апреля 2004 г., № 427/2004 — 3 февраля 2005 г., № 137/2005)
- Кузьмук Александр Иванович — Министр обороны Украины (24 сентября 2004 г., № 1115/2004 — 3 февраля 2005 г., № 133/2005)

Указом Президента Украины от 5 января 2005 г. № 9/2005 в связи с отставкой Премьер-министра Украины принята отставка Кабинета Министров Украины, Кабинету Министров Украину поручено исполнять свои полномочия до начала работы вновь сформированного Кабинета Министров Украины, исполнение обязанностей Премьер-министра Украины возложено на Азарова Николая Яновича.
Указом Президента Украины от 24 января 2005 г. № 106/2005 Азаров Николай Янович освобожден от исполнения обязанностей Премьер-министра Украины.
Указом Президента Украины от 24 января 2005 г. № 107/2005 Тимошенко Юлия Владимировна назначена исполняющим обязанности Премьер-министра Украины.